# Mount Rorqual
Mount Rorqual är ett berg i Antarktis. Det ligger i Västantarktis. Argentina, Chile och Storbritannien gör anspråk på området. Toppen på Mount Rorqual är 1 110 meter över havet, eller 580 meter över den omgivande terrängen. Bredden vid basen är 3,6 km.
Terrängen runt Mount Rorqual är huvudsakligen kuperad. Trakten är obefolkad. Det finns inga samhällen i närheten.